# Consuelo Abril
Consuelo Abril González (Madrid, 1951) es una abogada  española especializada en igualdad y violencia de género. Fue cofundadora del primer despacho de abogadas feminista de España y contribuyó a la reforma del 2 de mayo de 1975 del Código Civil y el Código de Comercio y a la elaboración de la Ley Orgánica de Medidas de Protección Integral contra la Violencia de Género. En 2025, recibió la Medalla a la Promoción de los Valores de Igualdad que otorga el Ministerio de Igualdad.

## Trayectoria
Abril forma parte de una generación de abogadas pioneras, como Paca Sauquillo, Manuela Carmena o Cristina Almeida, que contribuyeron notablemente a la lucha por la igualdad de género en España. Comenzó a ejercer la abogacía en 1974, después de licenciarse en derecho, formándose junto a la jurista María Telo. En 1975 fundó, junto a Cristina Alberdi y Ángela Cerrillos, el primer despacho de abogadas dedicado exclusivamente a la defensa de los derechos de las mujeres.
Ha sido impulsora de grandes cambios en materia de igualdad en España, entre ellos la Ley 14/1975 de 2 de mayo, que reformó el Código Civil y el Código del Comercio, por la cual se otorgó a la mujer capacidad plena de obrar, eliminando la obediencia al marido por ley y la licencia marital, y en la que se le reconoció la capacidad de administrar conjuntamente los bienes gananciales y la patria potestad. También colaboró, durante el gobierno de José Luis Rodríguez Zapatero, en la redacción de la Ley Orgánica de Medidas de Protección Integral contra la Violencia de Género.
Ha sido presidenta de la Comisión de malos tratos a mujeres,miembro de la Comisión de Mujeres Violadas y de la Comisión de Familia, miembro del Fórum de Política Feminista y vicepresidenta de la Coordinadora de Organizaciones de Mujeres para la Participación y la Igualdad (COMPI). Es cofundadora de la Revista Vindicación Feminista y de la Librería de Mujeres. También es profesora en el Instituto Internacional y en el Colegio de la Abogacía de Madrid.

## Reconocimientos
En febrero de 2025, Consuelo Abril González recibió la Medalla a la Promoción de los Valores de Igualdad que otorga el Ministerio de Igualdad, que premia a personas que, dada su trayectoria en el ámbito de la igualdad de género y la lucha contra la discriminación, han contribuido al desarrollo, la planificación o la puesta a punto de medidas por la igualdad.

## Obra
- 1977 – Ahora divorcio. Bruguera. ISBN 84-02-05391-2.